# Військові почесні найменування СРСР
Військові почесні найменування — в СРСР найменування, присвоєні наказами Революційної військової ради (до 1934 року), Верховного головнокомандувача, Наркомату оборони, Наркомату ВМФ, Міністра оборони СРСР і постановами Ради Міністрів СРСР з'єднанням, частинам, кораблям, установам, які особливо відзначилися в боях з ворогами Радянського Союзу в період громадянської та Другої світової воєн або мали великі заслуги перед державою.
До військових почесних найменувань відносяться гвардійські найменування, найменування в ознаменування революційних і інших історичних подій, на честь державних і громадських організацій, видатних державних, громадсько-політичних діячів і захисників СРСР, найменування, встановлені за назвами міст, великих населених пунктів, річок, гірських хребтів, областей (провінцій) і таке інше, пов'язаних з певними боями або битвами, в яких відзначилися ті чи інші частини і з'єднання, а також в залежності від їх місця формування або дислокації. 
Першими військові почесні найменування були присвоєні: «Туркестанські» (з'єднанням Туркестанської армії) в квітні 1919 року і «Кубанські» в грудні 1919 року; «Чонгарські», «Московські», «Північно-Донецькі», «Ростовські», «Кримські» та інші в 1921 році. 
У роки Другої світової війни перші військові почесні найменування «Донські», «Зимовниківські», «Кантемировські», «Котельниковські», «Сталінградські» і «Тацинська» — присвоєні частинам і з'єднанням, які особливо відзначилися в січні 1943 року в боях з Вермахтом в ході Сталінградської битви. 
Першим наказом Верховного головнокомандувача про присвоєння військових почесних найменувань із зазначенням зробити перший артилерійський салют був наказ про присвоєння військових почесних найменувань «Орловські» і «Бєлгородські» з'єднанням, які відзначилися при взятті Орла і Бєлгорода 5 серпня 1943 року (див. Місто першого салюту).